# Petrorossia masieneensis
Petrorossia masieneensis är en tvåvingeart som beskrevs av Hesse 1956. Petrorossia masieneensis ingår i släktet Petrorossia och familjen svävflugor.
Artens utbredningsområde är Moçambique. Inga underarter finns listade i Catalogue of Life.